# آلن اسپاوین
آلن اسپاوین (انگلیسی: Alan Spavin; ۲۰ فوریهٔ ۱۹۴۲ – ۱۶ مارس ۲۰۱۶) بازیکن فوتبال اهل بریتانیا بود.
از باشگاه‌هایی که در آن بازی کرده‌است می‌توان به باشگاه فوتبال پرستون نورث اند اشاره کرد.